# Gira musical

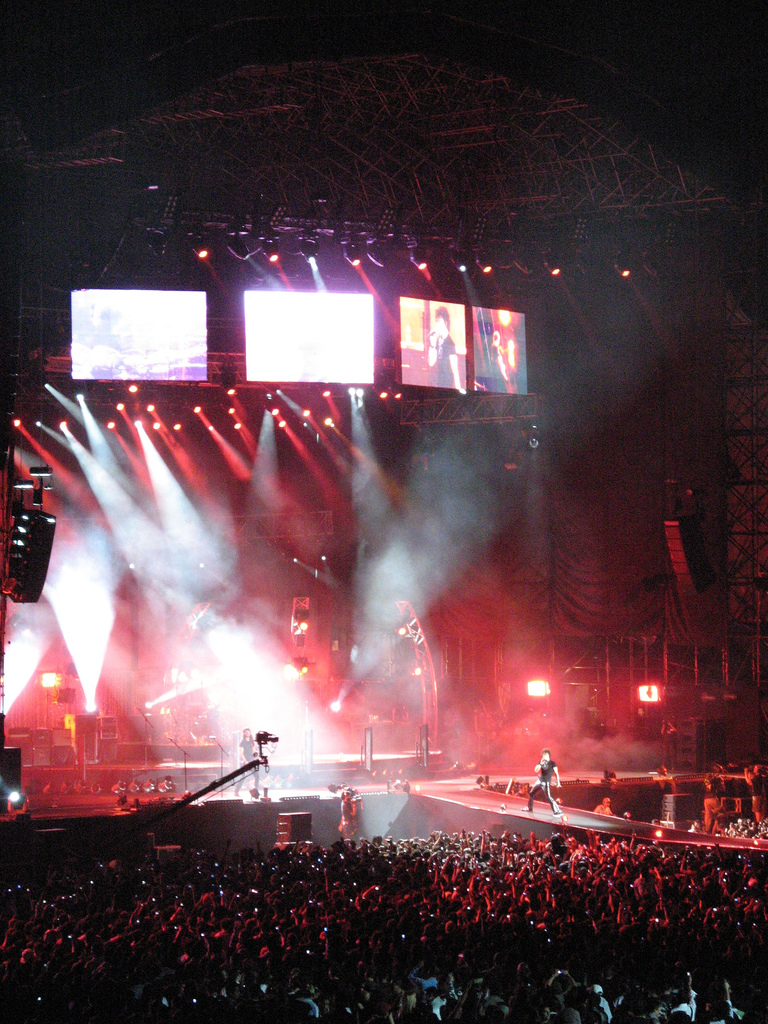
Presentació en viu d'Héroes del Silencio a México D. F. el 2007. Van realitzar més de 1.000 actuacions en directe repartides per les seves gires per 32 països d'Europa i Amèrica.

Una gira musical o tour consisteix en una successió d'actuacions o concerts d'una banda o un artista en diferents localitats. En els darrers anys s'han convertit en un dels principals mitjans, si no el primer, d'obtenció d'ingressos per a la indústria musical. Entre les gires amb més èxit de la història hi ha les últimes d'U2 i The Rolling Stones.